# ادموند آگبرا
ادموند آگبرا (فرانسوی: Edmond Agabra‎; زادهٔ ۱۰ اوت ۱۹۲۶ _ درگذشت ۱ دسامبر ۲۰۱۲) کارگردان و داستان‌نویس اهل فرانسه بود.
 او در فیلم‌های «گنج مردان آبی(۱۹۶۱)» و «یک شب کریسمس در Storicheheim» همکاری داشت.